# Christendom in Nepal

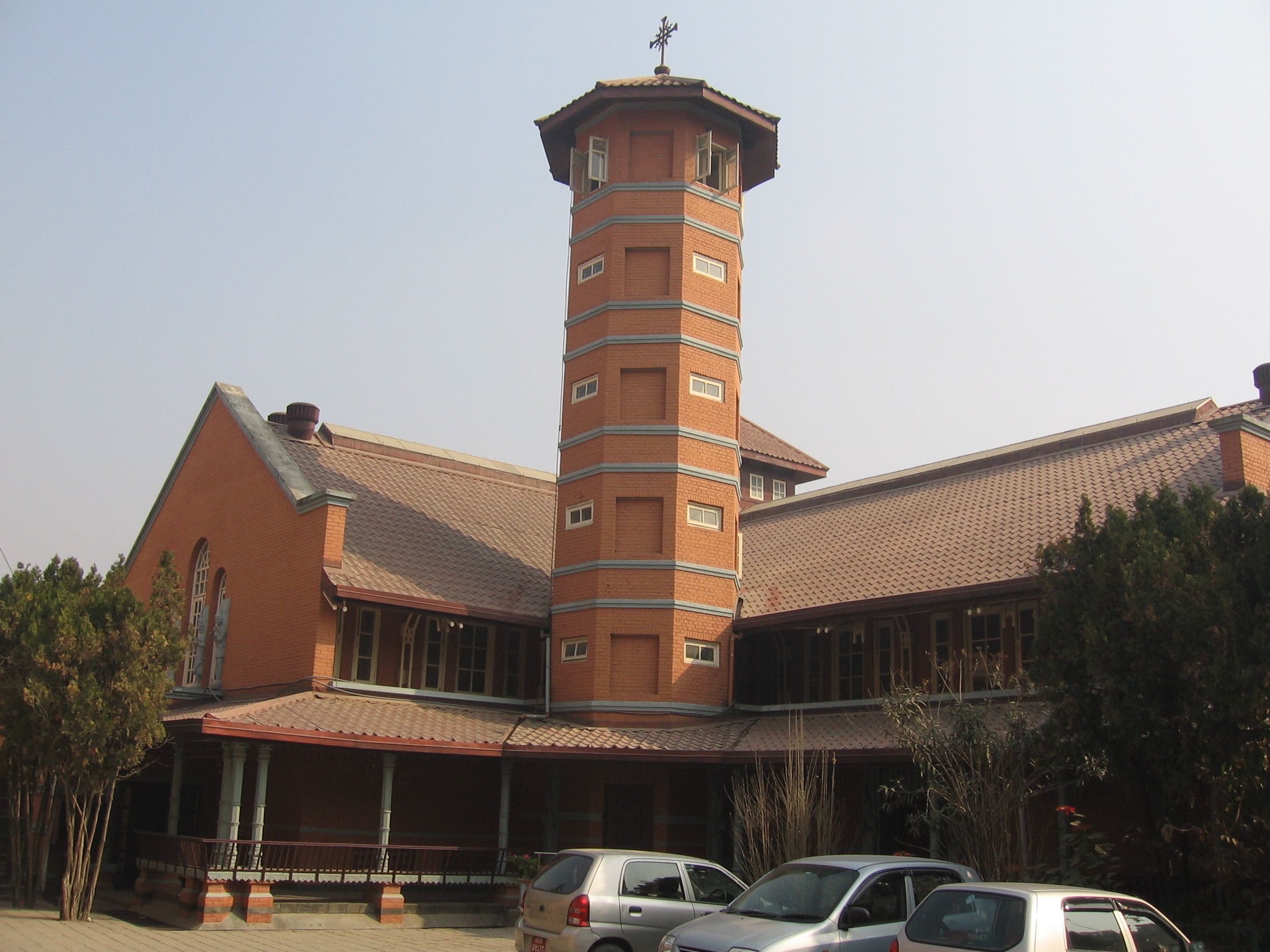
Rooms-katholieke kathedraal in Kathmandu

Het christendom in Nepal is in Nepal een kleine, maar groeiende, religieuze minderheid. 1,4% van de Nepalezen is christen.
Het christelijke geloof werd voor het eerst verkondigd in Nepal in de 18e eeuw. Van 1810 tot 1950 werden onder het Gurkha en later Rana-regime echter geen zendelingen en missionarisen toegelaten. De enige manier om met het christendom in aanraking te komen in die tijd was door middel van contact met Nepalese christenen buiten Nepal. Na de hervormingen in 1951 kwamen Nepalese christenen uit India terug naar Nepal en  werd zending en missie weer mogelijk alhoewel bekering tot het christendom nog steeds illegaal was. In 1990 werd de grondwet grondig herzien. In deze grondwet werd echter nog geen vrijheid van godsdienst vastgelegd. In 2006 werd Nepal een seculiere staat. Sinds de (tijdelijke) grondwet van 2007 is een zekere godsdienstvrijheid van kracht, maar het is nog steeds verboden om mensen te bekeren. Er is vervolging van christenen in Nepal.

## Rooms-katholieke Kerk
In 1983 werd voor Nepal een missiegebied sui iuris gecreëerd en in 1996 volgde het statuut van apostolische prefectuur. Op 10 februari 2007 verhief paus Benedictus XVI de prefectuur tot apostolisch vicariaat en benoemde hij bisschop Anthony Sharma tot vicaris. Sharma was hiermee de eerste Nepalese bisschop binnen de Rooms-Katholieke Kerk.

## Protestantse kerken
Veel Nepalese protestantse kerken zijn Nepalese huiskerken - een godsdienstige groepering die wereldwijd honderdduizenden leden zou hebben. Vele leden van Nepalese huiskerken behoren tot de Christus-groepen.